# Chris O'Neil
Christine "Chris" O'Neil (Newcastle, Australia; 19 de marzo de 1956) es una extenista profesional australiana.
Su máximo triunfo fue el título de campeona del Abierto de Australia en 1978 y la última tenista australiana que había ganado este torneo antes de que Ashleigh Barty lo consiguiera en 2022. Además, se convirtió en la primera jugadora en ganar el campeonato sin estar entre las preclasificadas; en ese momento ocupaba el 110° lugar en el ranking WTA. Ella misma reconocería que: "Probablemente este sea el Abierto de Australia más débil. Me siento afortunada de haber ganado este año que el cuadro no fue tan fuerte como años anteriores". Derrotó en la final a la estadounidense Betsy Nagelsen en sets corridos.

## Torneos de Grand Slam

### Individual

#### Títulos (1)
| Año  | Torneo               | Oponente en la final | Resultado     |
| 1978 | Abierto de Australia | Betsy Nagelsen       | 6-3, 7-6(7-3) |